# Beka Ghwiniaszwili
Beka Ghwiniaszwili (gruz. ბექა ღვინიაშვილი; ur. 26 października 1995 w Ruisi) – gruziński judoka, mistrz Europy w zawodach drużynowych i brązowy medalista w kategorii do 90 kg podczas Mistrzostw Europy 2017, srebrny medalista Igrzysk Europejskich 2015, mistrz w 2014 roku oraz dwukrotny wicemistrz (2012, 2013) Gruzji.